# Sturen större 7

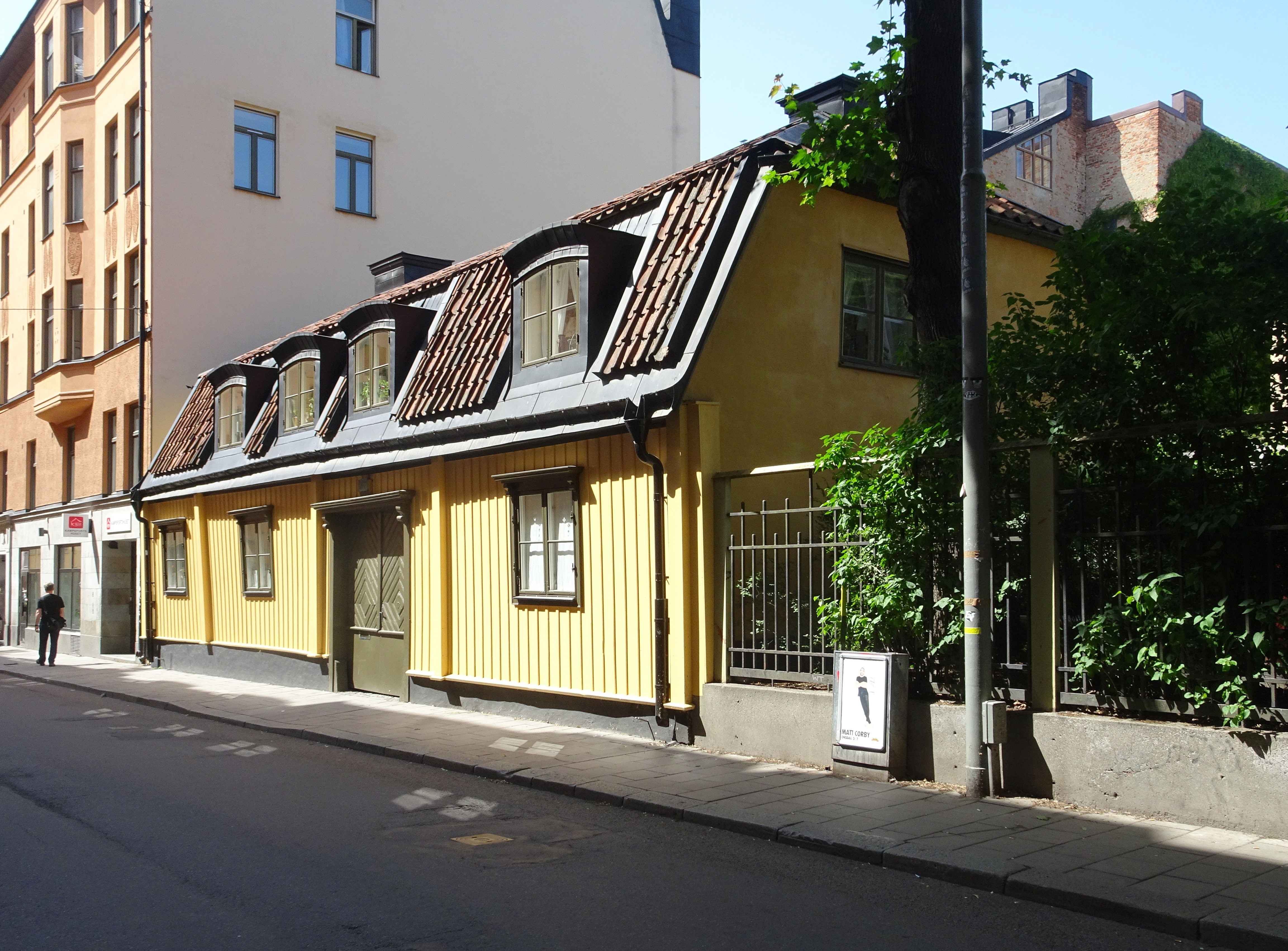
Tjärhovsgatan nr 7, juni 2019.

Sturen större 7 är en kulturhistoriskt värdefull fastighet vid Tjärhovsgatan 7 på Södermalm i Stockholm. Fastigheten är i privat ägo och  grönmärktes av Stadsmuseet i Stockholm vilket innebär att det kulturhistoriska värdet anses vara särskilt högt från historisk, kulturhistorisk, miljömässig eller konstnärlig synpunkt.

## Kvarteret
Fastigheten Sturen större 7 (tidigare nr 7 och 8) ligger i kvarteret Sturen större som har sitt namn efter Sturekapellet vilken under sen medeltid stod på platsen för Katarina kyrka. Inom kvarteret ligger några kulturhistorisk intressanta byggnader. På fastigheten Sturen större 1 märks Katarina västra skola från 1856 och på Sturen större 11 står timmer- och stenhus som uppfördes 1746 respektive på 1720-talet. På Sturen större 12 ligger Katarina västra vårdgymnasiums gymnastikhall som byggdes 1881. Enligt Holms tomtbok från 1676 hade tomten för nuvarande Sturen större 7 en något annan form och storlek än idag och ägdes av Lars Jöransson (östra delen) samt Dawid Hubertsson (västra delen).

## Historia

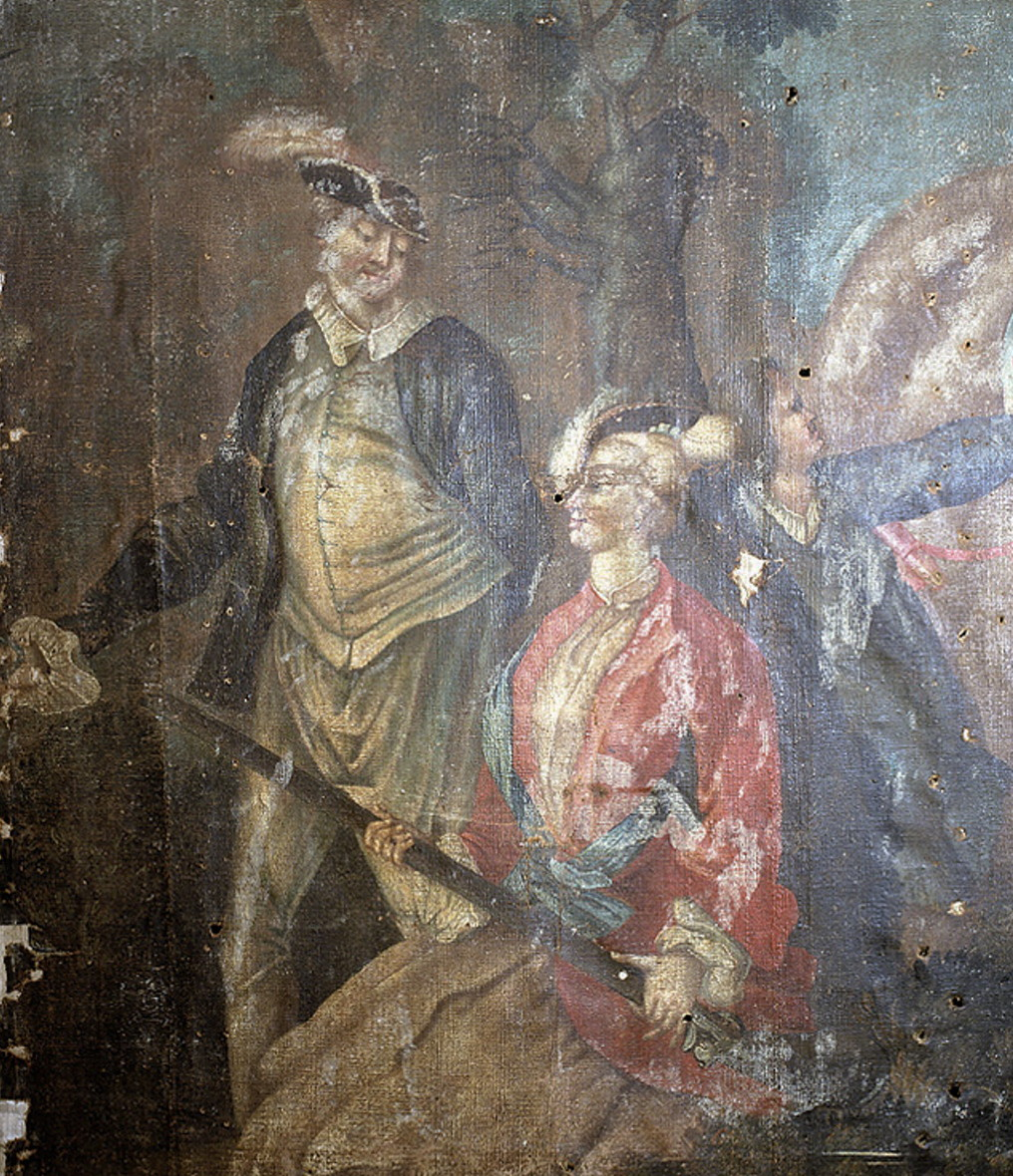
Vävtapet "kavaljer och kvinna" troligen av Anders Balck.

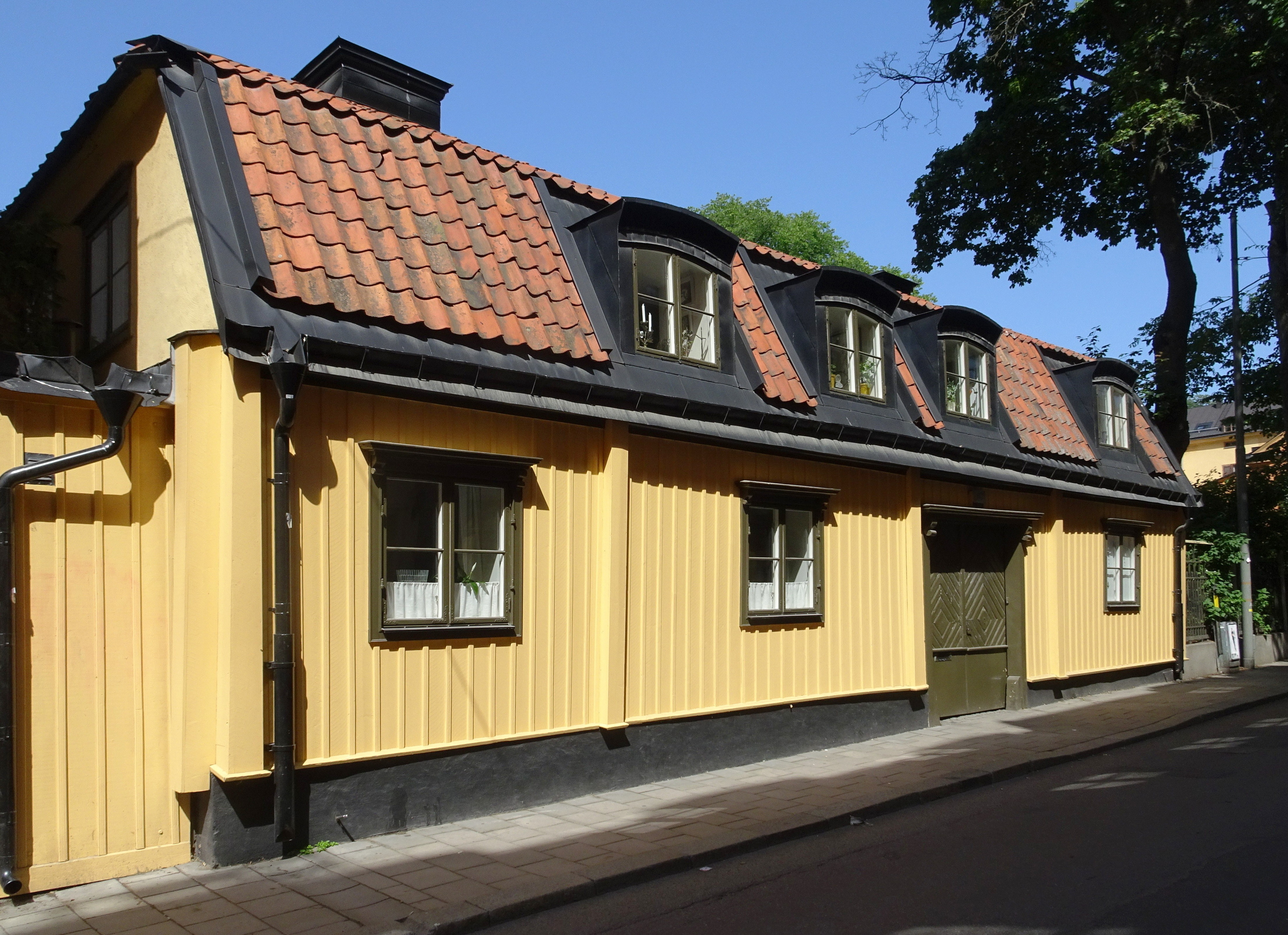
Fasad mot Tjärhovsgatan.

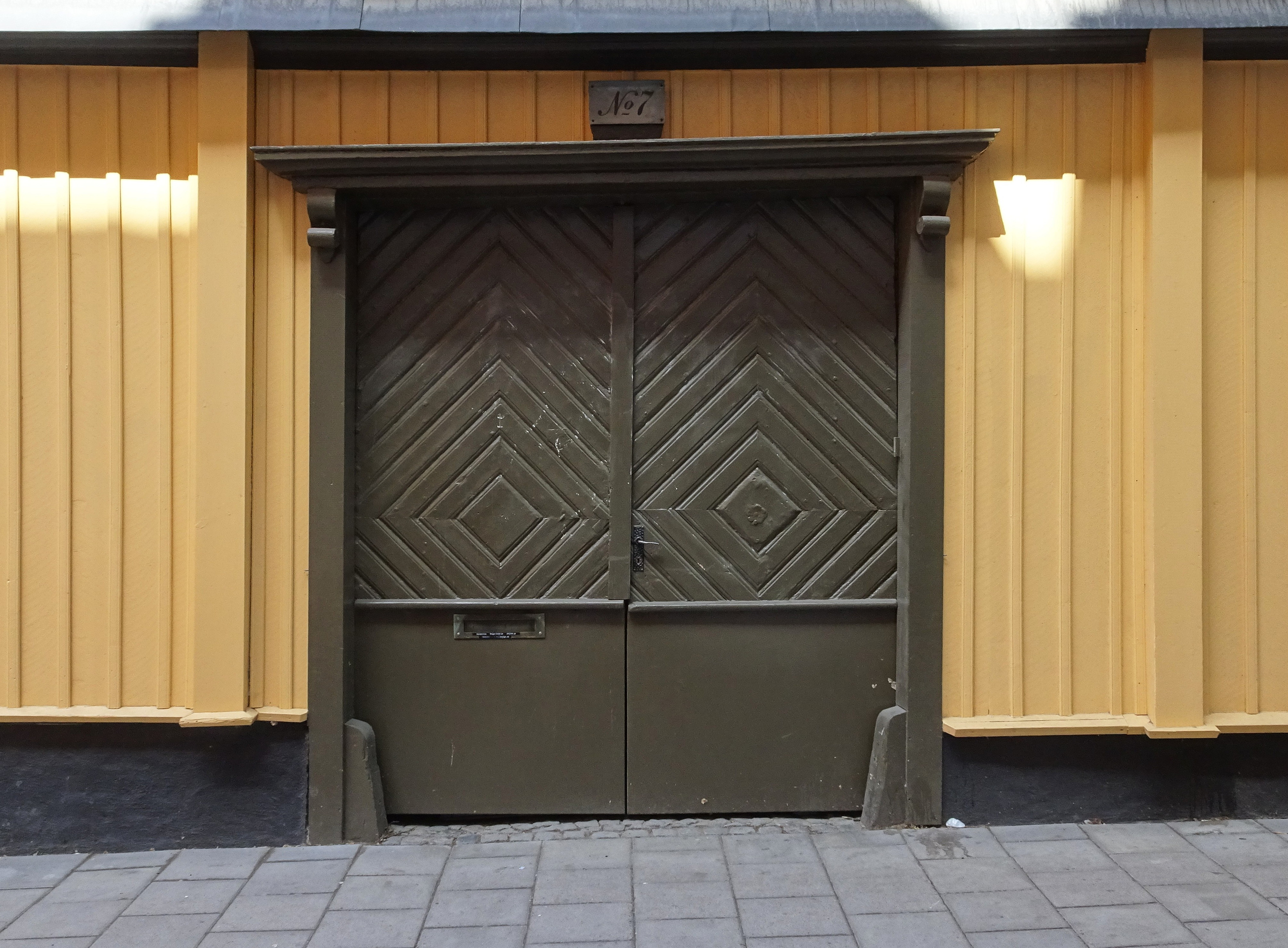
Körporten.

Sturen större 7 utgörs idag av en gulmålad timmerbyggnad i en våning med inredd vind under ett brutet sadeltak. Östra gaveln och övre delen av den västra är reveterad, medan långsidorna är klädda med locklistpanel. På ett fotografi från sekelskiftet 1900 framgår att åtminstone fasaden mot gatan då också var putsad. Från Tjärhovsgatan leder en körport in mot innergården och delar bottenvåningen i två halvor. 
Trots flera ombyggnader präglas huset fortfarande i mycket hög grad av 1700-talet då det byggdes. De äldsta handlingar går tillbaka till 1750-, 1760-, och 1770-talen och utgörs av bland annat brandsyneprotokoll. Huset skadades i samband med  Katarinabranden 1723 och stod sedan oreparerat under flera årtionden. År 1756 ägdes gården av tröjvävaren Johan Åhman. I hans brandförsäkring beskrivs huset som ”stuga med vind och brädtak”. På bakgården fanns då ”en byggning av två rum och två kontor”, fem vedbodar, en vagnslider och en stenlagd brunn.
Byggnaden fick sitt nuvarande utseende omkring år 1780. Ägaren var nålmakaren Mathias Rewaldt som lät brandförsäkra sin fastighet 1784. Från hans tid härrör troligen flera vävtapeter som påträffades under tjocka tapetlager vid en byggnadsinventering 1975–1976. De var uppsatta i bottenvåningens södra hörnrum och tillvaratogs av Stadsmuseet. Målningarna visar människor i landskap, bland dem en kavaljer och en kvinna. Upphovsman är troligen mäster Anders Balck, vilken 1736 ägde en gård vid Högbergsgatan i grannkvarteret Sturen mindre. Kavaljeren visar påtagliga likheter med en liknande mansfigur som Balck målade i Lilla Blecktornets lusthustak och som han signerade 1743.
År 1858 ägdes fastigheten av kakelugnsmakare E. Björkwall. Av hans brandförsäkring framgår att huvudbyggnaden vid Tjärhovsgatan var en panelad timmerbyggnad med måtten 28¼ x 18 alnar (motsvarande 16,8 x 10,7 meter). Byggnaden innehöll på nedre våningen en ”tvärs igenom huset sig sträckande inkörsportgång” samt två rum öster respektive tre rum väster om densamma. Via en trätrappa från portgången kom man upp på vinden där det fanns ett rum med kök åt öster samt två rum med kök åt väster. Yttertaket var täckt av tegel och hade fyra plåtklädda takkupor åt gatan och tre åt gården. 
Före renoveringen på 1970-talet var fastighetens standard fortfarande omodern. Rummen värmdes med kakelugnar, köksspisar och direktverkande elradiatorer. I köken fanns rinnande kallt vatten och små zinkbänkar och -hoar. Som komplement fanns en gårdsbrunn med rinnande kallt vatten. Övervåningens västra lägenhet hade tillgång till eget duschrum med WC. Övriga boende var hänvisade till avträden på bakgården. Dagens planlösning fick byggnaden vid en genomgripande renovering och modernisering som utfördes 1976–1977 efter ritningar av arkitektbyrån vid Stockholms fastighetskontor. På bottenvåningen anordnades en lägenhet om två rum och kök samt en lokal och på övervåningen ligger en lägenhet om tre rum och kök.